# Mário Coluna
Mário Esteves Coluna (Inhaca, Mozambique, 6 de agosto de 1935 - Maputo, 25 de febrero de 2014) fue un futbolista portugués. Se le conoció como "O Monstro Sagrado" (El monstruo sagrado). En 1999 fue elegido el sexagésimo mejor jugador europeo según las votaciones de la lista de la IFFHS.
Coluna comenzó jugando en Mozambique en el Grupo Desportivo de Lourenço Marques, del que fue fichado por el Benfica en la temporada 1954/55. Durante su estancia en Lisboa ganó 10 campeonatos de la Primera división portuguesa (1954/55, 1956/57, 1959/60, 1960/61, 1962/63, 1963/64, 1964/65, 1966/67, 1967/68 y 1968/69) y 6 copas de Portugal (1955, 1957, 1959, 1962, 1964 y 1969). Además, también logró dos Copas de Europa (1961 y 1962) participando en otras tres finales del torneo (1963, 1965 y 1968) siendo en la última el capitán de su equipo. El 8 de diciembre de 1970, jugó su último partido con el Benfica, antes de fichar por el Olympique de Lyon. A este partido homenaje fueron invitadas algunas estrellas como Johan Cruyff, Geoff Hurst o Bobby Moore. Estuvo dos temporadas en el equipo francés antes de retirarse
Disputó 57 partidos con la selección portuguesa anotando 8 goles. Su primer partido fue en un amistoso contra la selección escocesa el 4 de mayo de 1955, en un encuentro en el que los portugueses perdieron por tres goles a cero. Su último choque con la camiseta portuguesa fue el 11 de diciembre de 1968 en un partido contra la selección griega que terminó con el resultado de dos goles a cuatro, en un partido de clasificación para el mundial.
Coluna capitaneó al legendario equipo de Os Magriços, en todos los partidos del Mundial 1966 en Inglaterra, (a excepción del primero) en el que los portugueses lograron un tercer puesto.

## Finales de laCopa de Europa
Coluna jugó cinco finales de la Copa de Europa con el Benfica. La primera de ellas fue en 1961 contra el FC Barcelona, en un encuentro disputado en Berna con un resultado favorable de tres goles a dos para los portugueses. En este encuentro Coluna marcó un gol con un disparo desde muy lejos de la portería ante el que el guardameta culé Ramallets nada pudo hacer. La alineación del FC Barcelona incluía jugadores como Kubala o Sándor Kocsis. La siguiente temporada el Benfica volvió a llegar a la final; en esta ocasión contra el, por aquel entonces pentacampeón, Real Madrid. Los españoles cayeron derrotados por cinco goles a tres. Las tres finales siguientes a las que llegó el Benfica las perdió; la primera de ellas contra el AC Milan. Esa final no guarda un buen recuerdo de Coluna, que cayó lesionado. Las otras dos finales perdidas fueron contra el Inter de Milán y contra el Manchester United.

## Estilo de juego
Fuerte en el mediocampo, Coluna era conocido por su elegante y eficaz estilo. Acostumbraba a marcar goles desde largas distancias.

## Presidente y ministro
Tras la independencia de Mozambique en 1975 se creó la Federación de Fútbol de Mozambique, en la que Coluna ocupó el puesto de presidente. Además fue Ministro de Deportes desde 1994 hasta 1999.

## Trofeos y logros
- 10 ligas portuguesas (1954/55, 1956/57, 1959/60, 1960/61, 1962/63, 1963/64, 1964/65, 1966/67, 1967/68 y 1968/69)
- 6 copas de Portugal (1955, 1957, 1959, 1962, 1964 y 1969)
- 2 copas de Europa (1961 y 1962) y tres subcampeonatos (1963, 1965 y 1968)
- Tercer Puesto en el Mundial 66